# Erdmann Encke

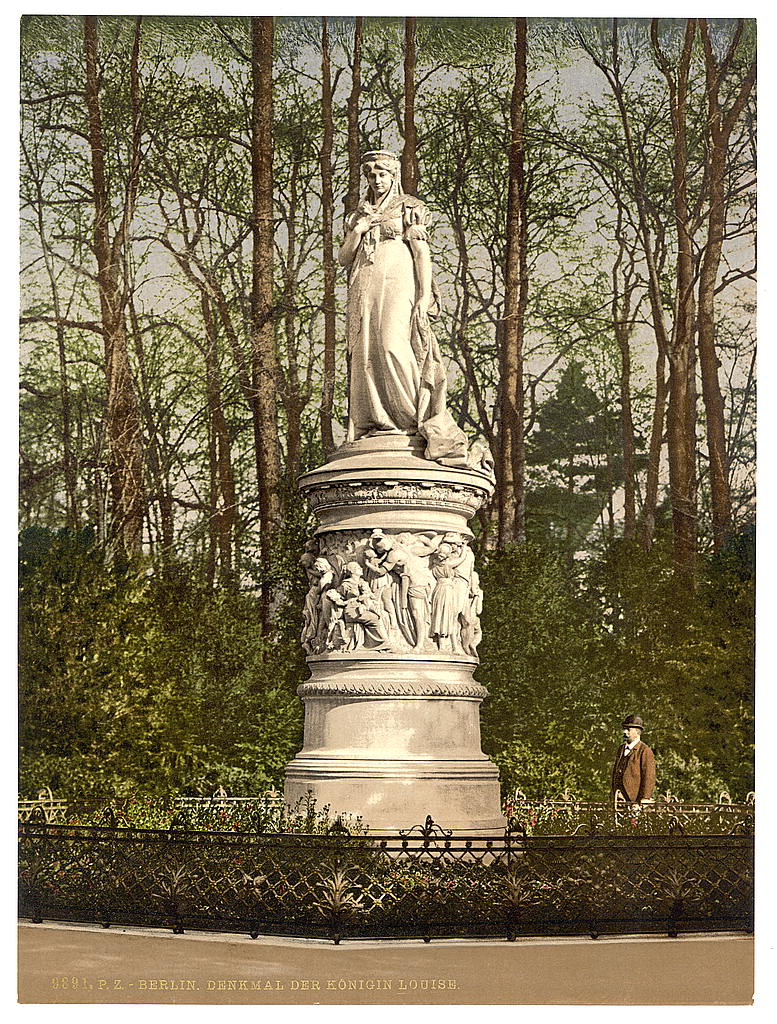
Reine Louise, Grand Zoo

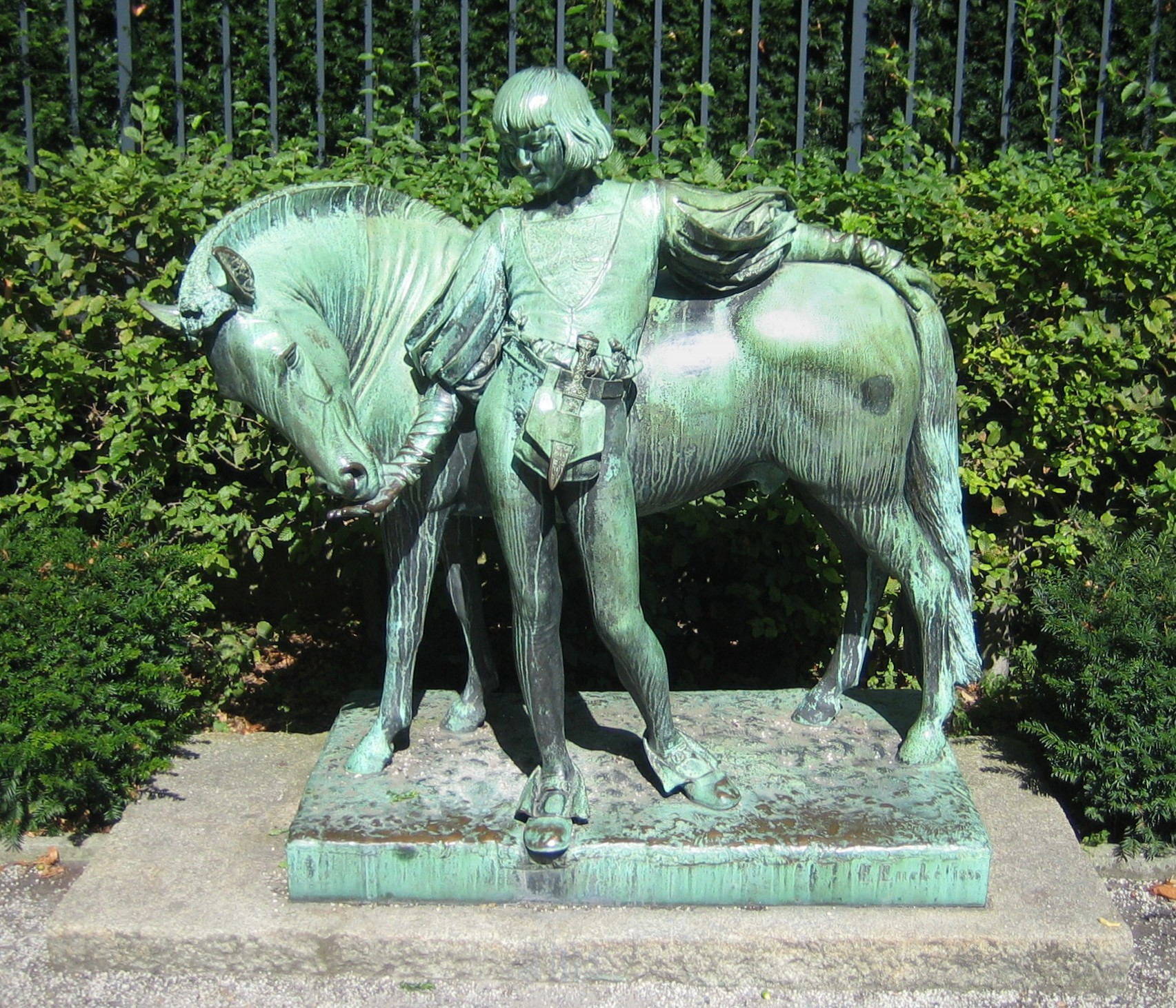
« Poney et écuyer » (1896), Berlin – près du château de Bellevue

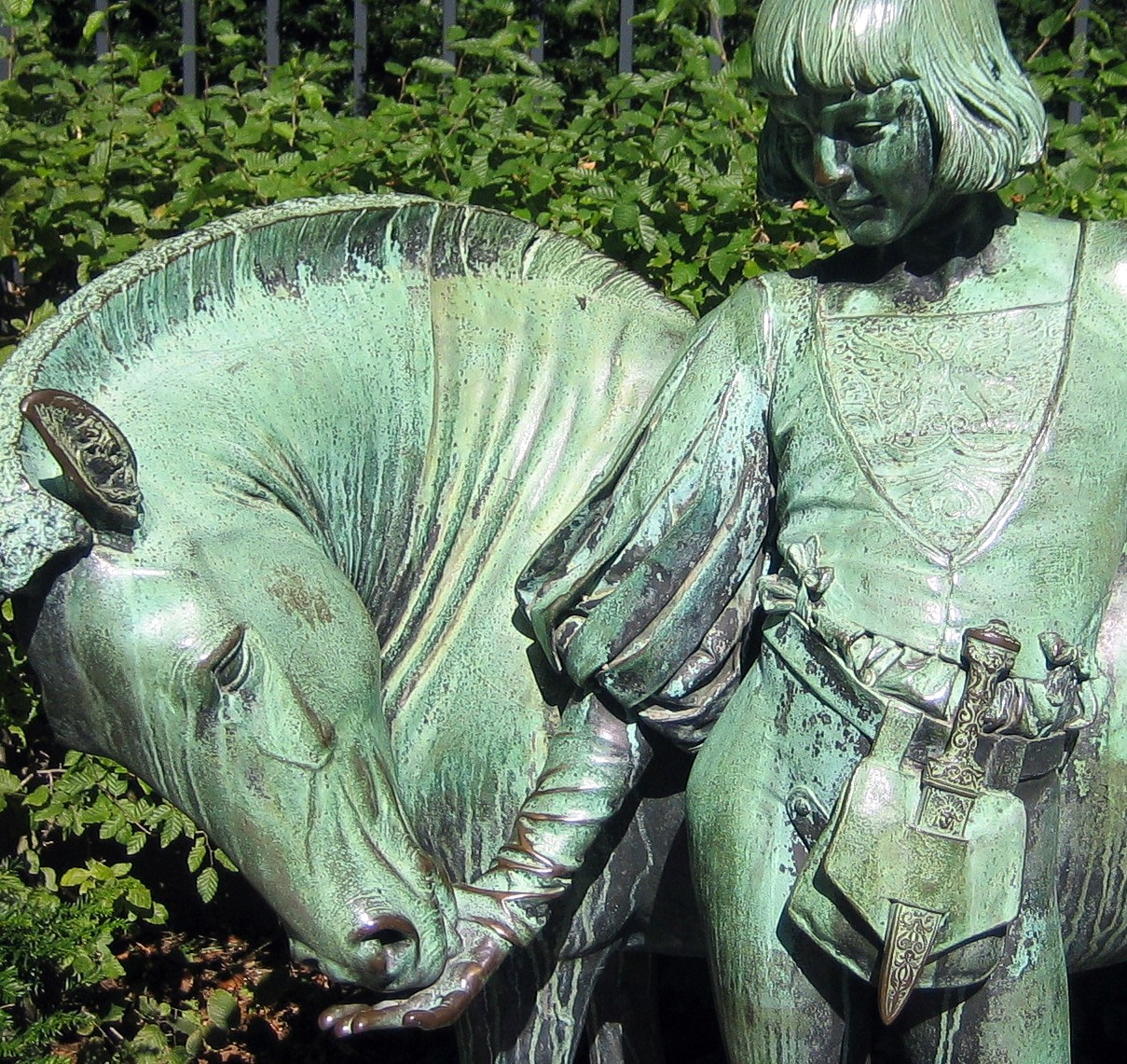
« Poney et écuyer » (1896), vue partielle, Berlin – près du château de Bellevue

Erdmann Encke (né le 26 janvier 1843 à Berlin et mort le 7 juillet 1896 à Neubabelsberg près de Potsdam) est un sculpteur prussien. Encke appartient à l'école de sculpture de Berlin.

## Biographie
Erdmann Encke est le fils du marchand berlinois Carl Friedrich Ferdinand Encke, originaire de Leipzig. L'affirmation souvent répandue selon laquelle il serait un descendant des liens de la comtesse Lichtenau avec Frédéric-Guillaume II est fausse. Son jeune frère Fedor Encke (de) (1851-1926) est un portraitiste à succès.
Encke est l'élève d'Albert Wolff et fit ses débuts avec le groupe d'un Germain dans une lutte avec deux Gaulois, ce qui démontre une énergie dans sa conception et une grande liberté de mouvement. Après avoir exposé le groupe Ulysse, dont Pénélope a fait ses adieux, il reçoit la commande du concours pour le monument à Friedrich Ludwig Jahn à Hasenheide à Berlin (de), qui, conçoit avec beaucoup de caractère et exécuté avec un réalisme sain, est coulé dans le minerai et dévoilé en 1872. Il crée également la statue en bronze de l'électeur Frédéric Ier de Brandebourg pour une niche à côté du portail principal de l'hôtel de ville de Berlin et la statue en marbre de la reine Louise dans le Tiergarten, inaugurée en 1880, qu'il orne sur son piédestal circulaire du départ et du retour des guerriers ainsi que d'un relief représentant la sollicitude féminine pour les blessés. Pour le q, il crée les statues en bronze du Grand Électeur et de Frédéric le Grand. Il travaille également sur des bustes en bronze, pour lesquels il utilise heureusement la polychromie, ainsi que sur des figures de genre gracieuses comme le garçon avec un poney dans le Tiergarten de Berlin.

Membre à part entière et sénateur de l'Académie des Arts de Berlin depuis 1882, il est ensuite nommé sculpteur de la cour impériale. Peu de temps avant sa mort, il fait construire l'Erdmannshof (de) à Babelsberg. Le récipiendaire de l'Ordre de l'Aigle rouge de 4e classe est enterrée dans une tombe honorifique dans l'ancien cimetière de Wannsee.

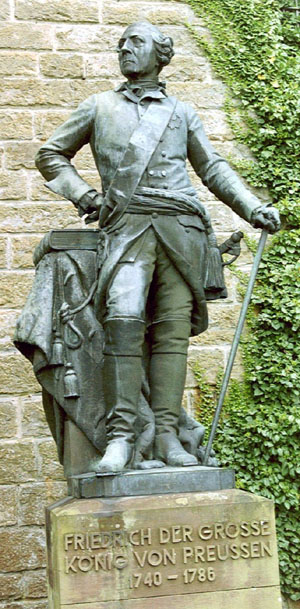
Frédéric le Grand, roi de Prusse, pour le Temple de la renommée de Berlin (de), aujourd'hui au Château de Hohenzollern
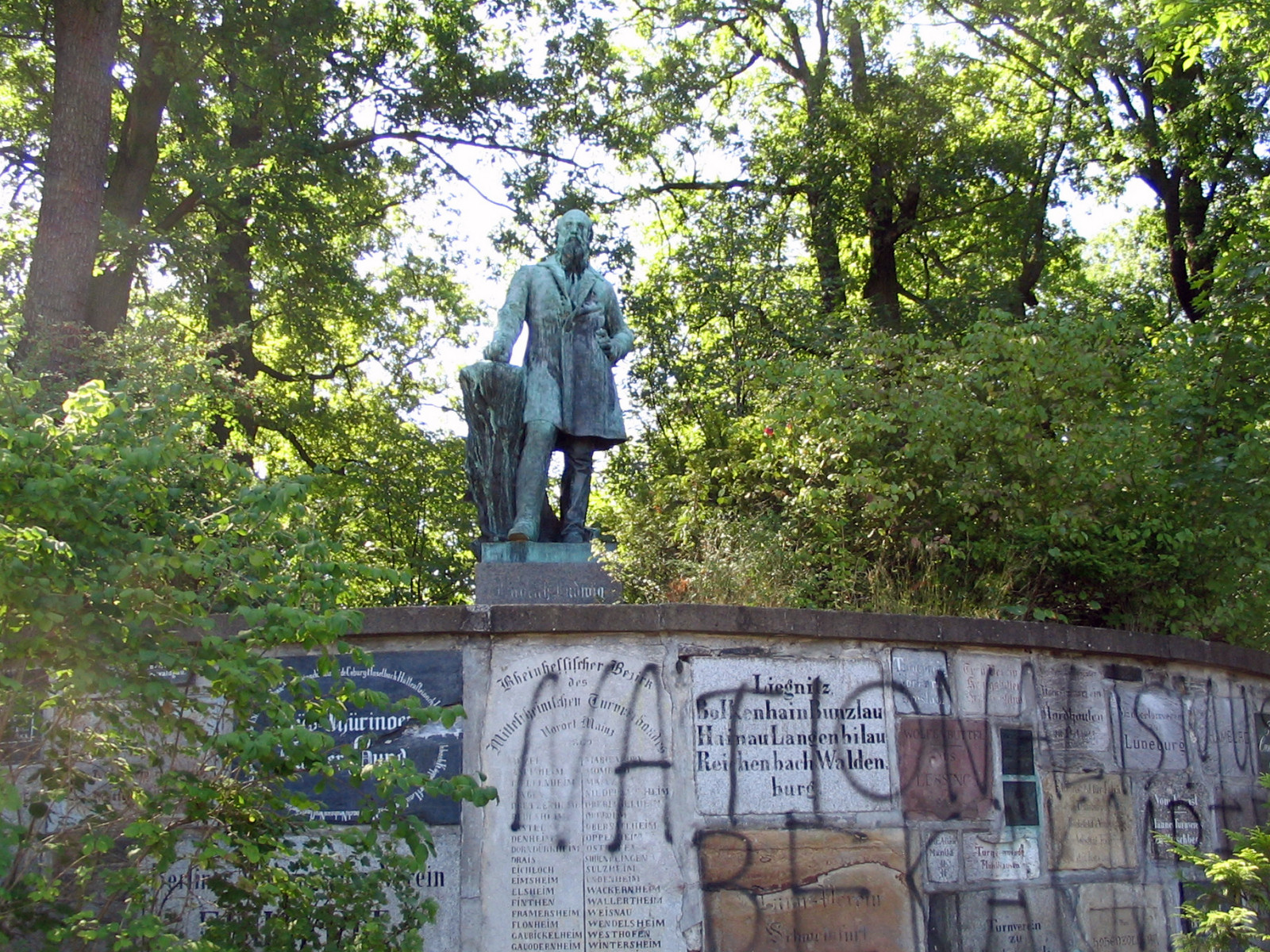
Friedrich Ludwig Jahnde Hasenheide (Berlin)
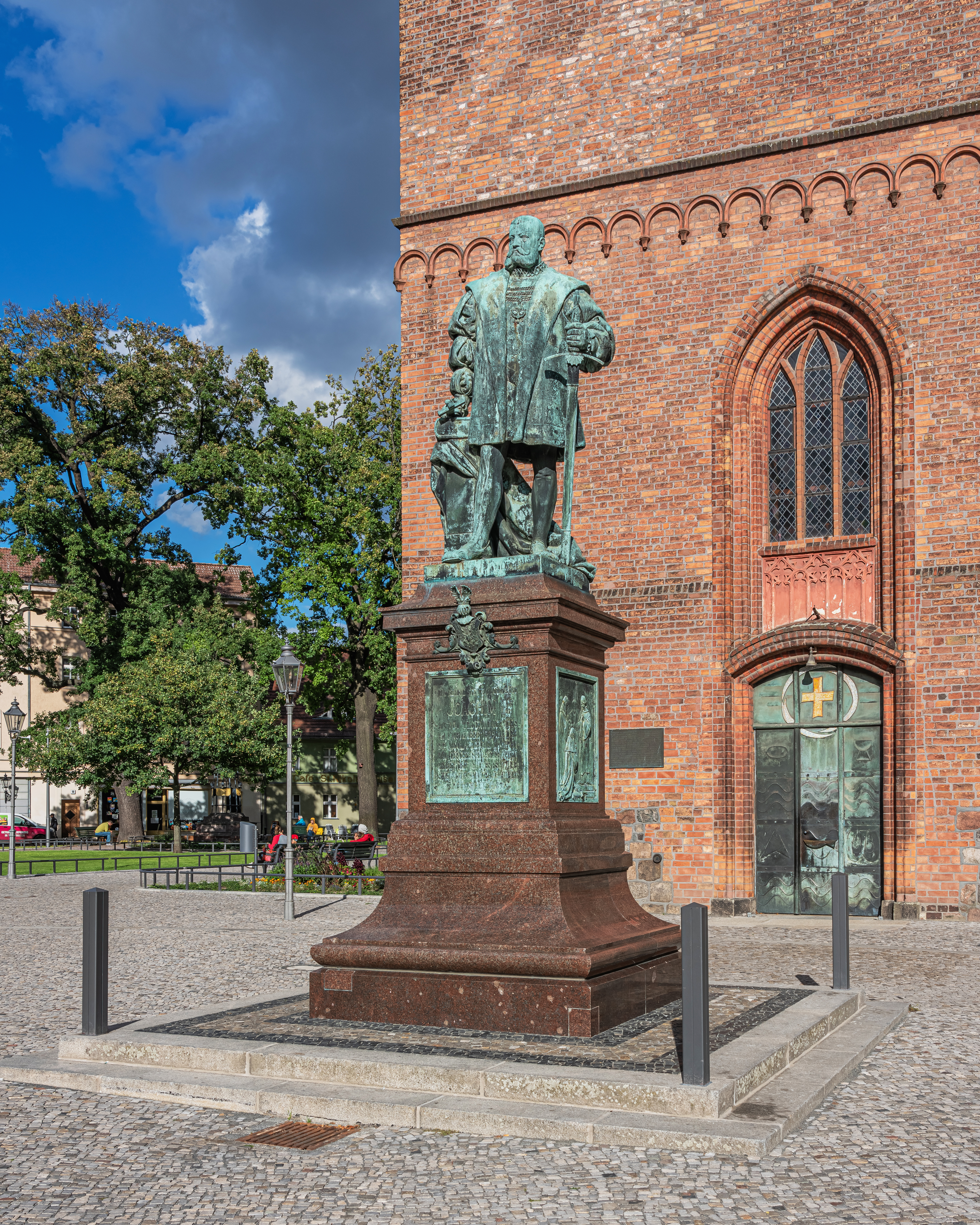
Électeur Joachim II, 1889, place de la Réforme (vieille villede Spandau)
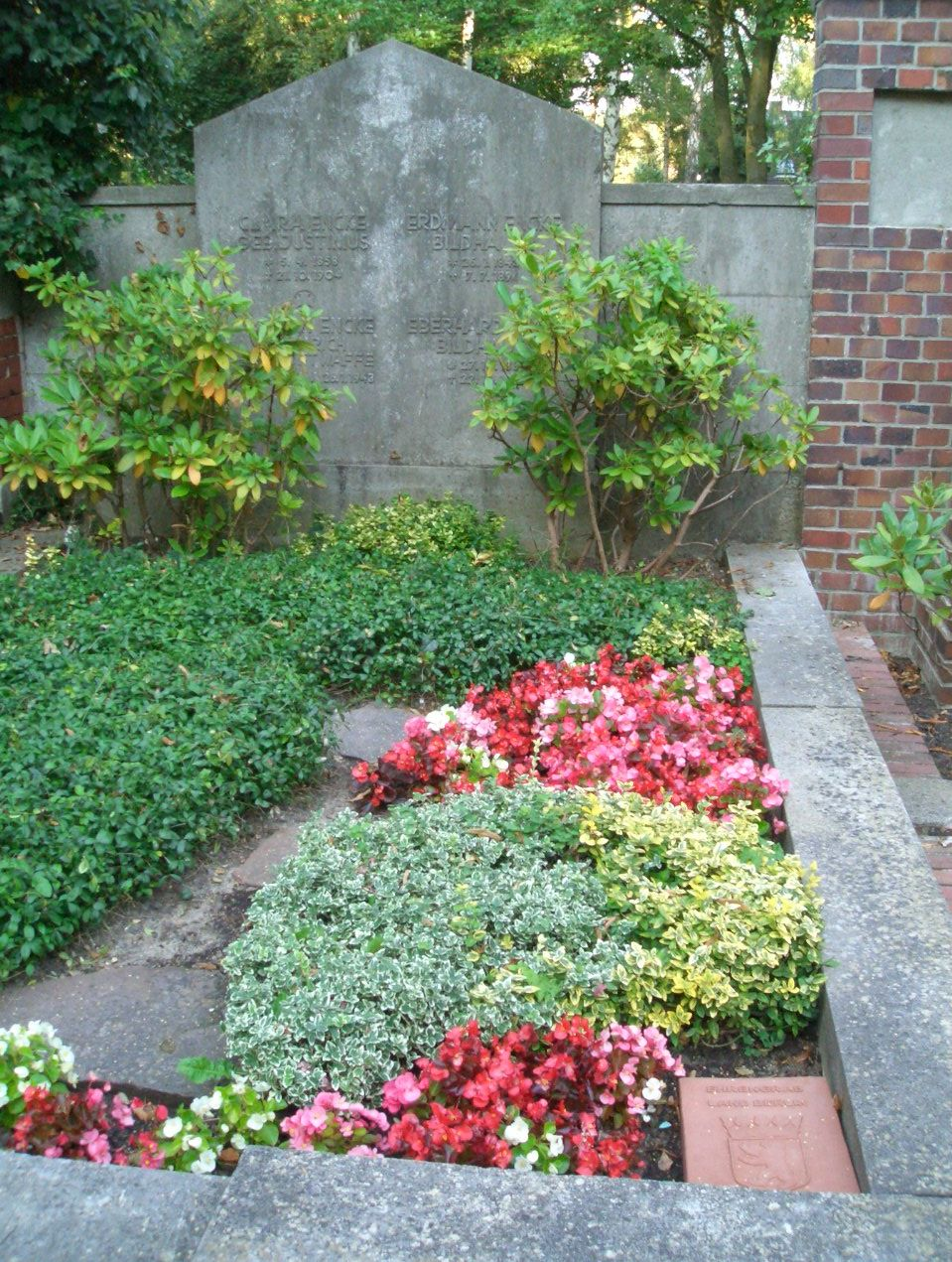
Tombe honorifique, avec son fils Eberhard Encke (de), sculpteur

## Œuvres (sélection)
- Sculptures idéales Germain en bataille avec deux Gaulois et Ulysse et Pénélope
- Statue en bronze de 1872 du père de la gymnastique Jahn - Parc public Hasenheide Berlin-Neukölln
- Monument en marbre de 1880 Reine Louise - réplique du Großer Tiergarten Berlin, original sur la citadelle de Spandau
- 1883 Statue en bronze de l'électeur Frédéric Ier de Brandebourg - anciennement dans la salle des dirigeants de l'armurerie de Berlin, aujourd'hui au château de Hohenzollern
- 1886 Statue en bronze du roi Frédéric II de Prusse - anciennement dans la salle des dirigeants de l'armurerie de Berlin, aujourd'hui au château de Hohenzollern
- 1896 Poney et écuyer (de) – Großer Tiergarten près du château de Bellevue
- Statue en bronze de 1889 de l'électeur Joachim II. – Place de la Réforme Berlin-Spandau
- 1890 Groupe en bronze Électeur Elisabeth, donnant des enseignements chrétiens à son fils Joachim - Galerie nationale de Berlin
- 1894 Sarcophage de l'empereur Guillaume Ier, de l'impératrice Augusta et de l'archange Michel - mausolée dans le parc du château de Charlottenbourg